# 6870 Pauldavies
A 6870 Pauldavies (ideiglenes jelöléssel 1992 OG) egy kisbolygó a Naprendszerben. Robert H. McNaught fedezte fel 1992. július 28-án.